# Alcide
Alcide  è un nome proprio di persona italiano maschile.

## Varianti
- Maschili: Alcido, Alcidio, Arcide[5], Arcido[5], Arcidio[5]
- Femminili: Alcida[4], Alcidia

### Varianti in altre lingue
- Catalano: Alcides[6]
- Francese: Alcide
- Greco antico: Ἀλκειδης (Alkeides)[2]
- Latino: Alcides[1][2]
- Spagnolo: Alcides[6]

## Origine e diffusione
Deriva dal greco Ἀλκειδης (Alkeides), un patronimico del nome Alceo (quindi "discendente di Alceo"); era un epiteto di Eracle, così detto perché nipote di Alceo (alcune fonti ricollegano Alcide direttamente ad αλκη, alke, "forza", da cui Alceo deriva).
La sua diffusione, specie in Italia centrale, aumentò grazie alla fama di Alcide De Gasperi, il fondatore della Democrazia Cristiana. Le varianti in Arc- sono forme dialettali proprie dell'Emilia-Romagna.

## Onomastico
Nessun santo porta questo nome, che quindi risulta adespota. L'onomastico si può festeggiare ad Ognissanti, che cade il 1º novembre.

## Persone

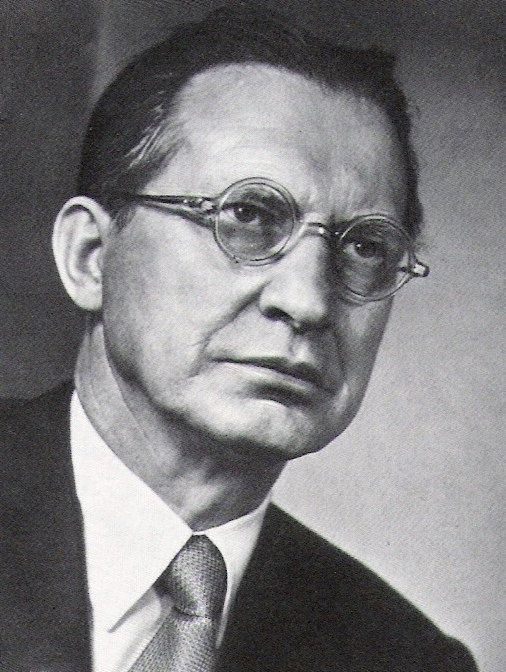
Alcide De Gasperi

- Alcide Aimi, sindacalista e politico italiano
- Alcide Berloffa, politico italiano
- Alcide De Gasperi, politico italiano
- Alcide Dessalines d'Orbigny, naturalista francese
- Alcide Malagugini, partigiano e politico italiano
- Alcide Pedretti, militare italiano
- Alcide Ivan Violi, calciatore e allenatore di calcio italiano

### Variante Alcides
- Alcides Araújo Alves, calciatore brasiliano
- Daniel Alcides Carrión, studente di medicina peruviano da cui prende il nome la Malattia di Carrion
- Alcides Ghiggia, calciatore uruguaiano naturalizzato italiano
- Alcides Mendoza Castro, arcivescovo cattolico peruviano

## Il nome nelle arti
- Alcide è un personaggio della serie a fumetti Lupo Alberto.
- Alcide Herveaux è un personaggio della serie televisiva True Blood e dei romanzi del ciclo di Sookie Stackhouse da cui è tratta.
- Alcide è un personaggio della serie Pokémon.